# Serdes
Pour les articles homonymes, voir Dii.

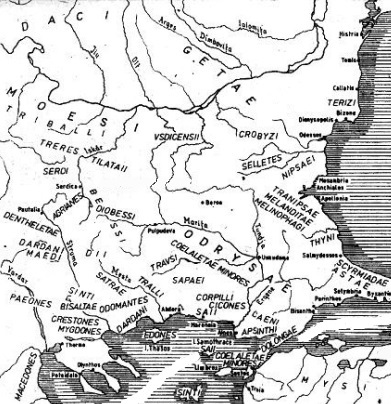
Les principales tribus thraces au

Les Serdes ou Serdi (en grec ancien Σαρδική  / Sardiké) sont une antique tribu celte, ou celto-thrace, installée en Thrace et qui a fondé Sardica (actuelle Sofia en Bulgarie).

## Histoire
Les Serdes sont vraisemblablement des Celtes, ou des Thraco-Celtes comme les Scordisques. Ils se seraient établis en Thrace lors des migrations celtiques à la fin du IVe siècle av. J.-C., bien qu'il n'y ait aucune preuve de leur existence avant le Ier siècle av. J.-C. Ils se sont progressivement assimilés aux Thraces au fil des siècles mais conservent leur caractère celtique dans la culture matérielle jusqu'à une date tardive. Selon d'autres sources, ils auraient pu être simplement d'origine thrace.
Ils sont vaincus par Marcus Licinius Crassus en 29 av. J.-C. et annexés au royaume de Thrace, vassal de l'Empire romain. Quand ce royaume est supprimé en 49 ap. J.-C., les Serdi sont inclus dans la province romaine de Thrace.
Ils ont fondé Sardica à la fin du IVe siècle av. J.-C., aujourd'hui Sofia en Bulgarie, ce qui reflète leur ethnonyme. 